# Смолер, Марко
Ма́рко Смо́лер (в.-луж. Marko Smoler, 21 декабря 1857 года, Жидов, Германия — 11 апреля 1941 года, Баутцен, Германия) — лужицкий журналист, издатель, переводчик и общественный деятель, редактор лужицкой газеты «Serbske Nowiny».

## Биография
Марко Смолер родился 21 декабря 1857 года в семье сербо-лужицкого учёного-лингвиста Яна Арношта Смолера в населённом пункте Зейдау (Жидов). Среднее образование получил в гимназии в Баутцене (Будишине). После окончания гимназии занимался литературными переводами с русского и чешского языков. В 1875 году вместе с отцом организовал первый летний лагерь для лужицких студентов под названием «Схадзованка» (Встреча), который ежегодно организуется до нашего времени. С 1877 года заведовал основанную отцом типографию в Баутцене. В 1879 году вступил в лужицкую просветительскую организацию «Матица сербская». С 1884 года по 1937 год был редактором лужицкой газеты «Serbske Nowiny». Был членом Будишинской беседы (Budyska Bjesadźa).
В самый разгар Первой мировой войны, в 1917 году, Марко Смолер стал главным редактором сербо-лужицкого журнала «Pomhaj Bóh». 
В 1920 году, вместе с Германом Шлецем (Herman Šlec) и Яном Скалей (Jan Skala), Смолер основал в Баутцене (Будишине) спортивное товарищество «Сербский сокол».
В 1923 году Смолер был избран почётным членом просветительской организацией «Матица сербская».
Скончался 11 апреля 1941 года в Баутцене (Будишине). Похоронен на кладбище Жидова.